# 김영욱 (1991년)
김영욱(한국 한자: 金泳旭, 1991년 4월 29일 ~ )은 대한민국의 축구 선수로 현재 K리그2 서울 이랜드에서 미드필더로 뛰고 있으며 2014년 아시안 게임 금메달리스트이다.

## 클럽 경력

### 전남 드래곤즈
전라북도 김제시 출생으로 이리동초등학교, 광양제철중학교, 광양제철고등학교를 거쳐 K리그1의 전남 드래곤즈 입단을 통해 프로에 입문한 뒤 인천 유나이티드와의 2010년 K리그 개막전에서 프로 데뷔전을 치렀다.
그 후 2019 시즌까지 공식전 250경기 24골 21어시스트를 기록하며 3번의 FA컵 4강 진출(2010, 2015, 2018), 2016년 K리그1 상위스플릿 진출 등을 이끌긴 했으나 2018년 K리그1에서 12팀 중 최하위라는 최악의 성적을 받아들이며 기업 구단으로는 최초로 K리그2로 강등되는 수모를 겪었으며 2019년 K리그2에서는 1시즌만의 K리그1 복귀를 노렸지만 6위에 그치며 K리그1 복귀에 실패했다.

### 제주 유나이티드
2019 시즌을 끝으로 열 시즌 동안 몸 담았던 전남 드래곤즈를 떠나 같은 K리그2의 제주 유나이티드로 이적하여 2020 시즌에는 공식전 23경기 8개의 공격포인트(1골·7어시스트)로 리그 최다 어시스트상을 수상하며 K리그1과 K리그2를 통틀어 1989 시즌 이후 31년만의 K리그 우승과 함께 한 시즌만의 K리그1 복귀에 큰 공을 세웠고 2021 시즌에서도 26경기 3어시스트의 활약을 펼치며 팀의 리그 4위의 성적을 이끌었다.
하지만 2022 시즌을 앞두고 전북 현대 모터스의 최영준과 울산 HD의 윤빛가람의 전격 합류로 팀내 입지가 약해지면서 결국 제주를 떠나기로 결정했다.

### 대전 하나 시티즌
2022 시즌을 앞두고 제주를 떠나 K리그2의 대전 하나 시티즌과 2년 계약을 체결한 후 비록 부상으로 인해 많은 경기에 출전하지는 못했지만 리그 준우승과 함께 8년만의 K리그1 복귀에 일조하며 제주 시절 이후 2년만에 승격을 경험하게 되었다.
그 후 강원 FC와의 2023년 K리그1 홈 개막전에서 후반 막판 교체 출전하며 K리그 통산 300경기 출장의 대기록을 작성하는 등 리그 23경기에 출전했으며 2023 시즌을 끝으로 대전과 작별을 고했다.

### 서울 이랜드
2023년 12월 28일 대전을 떠나 K리그2의 서울 이랜드로 이적한다는 보도가 흘러나왔다.
2024년 1일 2일 서울 이랜드로 이적했다.
2023년 12월 28일 대전을 떠나 K리그2의 서울 이랜드로 이적한다는 보도가 흘러나왔다.

## 국가대표 경력
2014년 8월 14일 발표된 2014 아시안 게임에 출전하는 U-23 대표팀 최종 엔트리에 이름을 올렸다.

## 수상

### 팀

#### 대한민국 U-23 축구 국가대표팀
- 아시안 게임 금메달: 2014

#### 제주 유나이티드
- K리그2 우승: 2020

### 개인
- K리그2 도움상: 2020
- K리그2 베스트 11: 2020